# Vlag van Noord-Limburg (waterschap)

Vlag van het waterschap Noord-Limburg

De vlag van het waterschap Noord-Limburg, niet te verwarren met de regio Noord-Limburg, bestaat uit drie even hoge banen van groen-geel-blauw. De kleuren zijn ontleend aan die van het wapen.
Vanaf 1994 is de vlag niet langer als de vlag van deze waterschap in gebruik omdat het waterschap Noord-Limburg in het nieuwe waterschap Peel en Maasvallei op is gegaan.

## Zie ook

Wapen van Noord-Limburg
Vlag van Gabon
Vlag van Noord-Limburg (Nederland)